# Streha mes reve
Streha mes reve és una pel·lícula albanesa dirigida pel director de teatre Robert Budina, germà d'Edmond Budina. Es va projectar al Festival de Cinema de Munic de 2019 i es va estrenar als cinemes alemanys el 19 de setembre de 2019. El tema de la pel·lícula és la tolerància religiosa en un món de creixents diferències irreconciliables.

## Argument
El pastor Besnik cuida les cabres en un poble de muntanya albanès on viuen musulmans i cristians. És un musulmà devot. El seu pare és comunista i era partidari d'Enver Hoxha. Va impedir per la força que Besnik es casés amb el seu amor, una noia d'una família que no encaixava amb el motlle comunista del seu pare. Des de llavors, Besnik ha tingut problemes psicològics. De vegades els sorolls l'ataquen. Es considera discapacitat al poble, però generalment se'l reconeix com un pastor fiable i un musulmà devot. Els nens de l'escola l'estimen perquè juga a futbol amb ells. La seva mare era catòlica però va morir aviat. El seu germà i la seva família van emigrar a Grècia a causa de les condicions de vida i van adoptar la fe grega ortodoxa per integrar-se. La seva germana, una devota musulmana, viu amb la seva família a Albània. Ara viu sol amb el seu pare al poble i es dedica a cuidar el malalt terminal.
Després d'una pregària intensa a la pastura, Besnik té una inspiració. Després de resar a l'antiga mesquita del poble, descobreix una taca vermellosa sota el guix interior, per sorpresa de l'imam. L'imam el fa tornar a tancar amb guix. Però abans que això es pugui fer, venen de Tirana dues dones de l'agència de protecció de monuments que s'havien assabentat del lloc. Expliquen la història de la mesquita. Va ser una església abans de la conquesta otomana a la segona meitat del segle XV i es va convertir en una mesquita sota el domini otomà. Tanmateix, els otomans van permetre el doble ús per part de musulmans i cristians. Aquesta taca vermellosa formava part del fresc cristià, que els dos restauradors poden descobrir i restaurar. Besnik suggereix que es podria reintroduir aquest doble ús, sobretot perquè els cristians del poble havien de recórrer un llarg camí per arribar a una església. La comunitat islàmica del poble està d'acord amb aquest doble ús. Besnik, juntament amb una de les restauradores, Vilma, té permís per portar aquesta oferta al sacerdot catòlic a l'església llunyana. No està segur i sospita d'aquesta oferta inusual. Ell vol pensar-hi.
El germà de Besnik i la seva família i la seva germana i la seva família vénen a visitar el seu pare, malalt terminal, però també per assegurar la seva part de l'herència. L'àpat junts és impressionant: el pare comunista, Besnik, la família islàmica de la germana i la família cristiana del fill en una taula. Els malentesos sorgeixen, però aquests no augmenten a causa de l'autoritat del pare.
Vilma troba atractiu el tímid Besnik. En una excursió a la muntanya tots dos passen la nit a la cabana alpina de Besnik. Ella  reconeix el seu talent especial i expressa interès per Besnik a la foguera. Però Besnik és massa tímid, així que el seu intent de besar fracassa. Besnik també sent alguna cosa per Vilma, i el seu enfocament també falla per la seva sensació d'incapacitat. Així que Vilma dorm a la cabana mentre Besnik acaba de tallar la seva figura femenina al voltant de la foguera. Només pot expressar tots els seus sentiments a través de les talles.
Els vilatans islàmics i la germana de Besnik miren la relació emergent entre Besnik i Vilma amb sospita. La germana explica a la Vilma que Besnik està malalt mentalment, els vilatans islàmics creuen que Besnik només els va fer que utilitzin la mesquita dues vegades perquè estava controlat per Vilma, sobretot perquè els vilatans cristians encara s'estan mostrant i assenyalant que la mesquita abans era una església. Besnik pateix un atac mental i fuig. Quan s'han acabat els treballs de restauració, la Vilma s'acomiada amb tristesa de Besnik, que ara torna a ser tímid. Ella li dóna un ganivet per tallar. Un gest d'esperança almenys pel regal de Besnik com a tallador de fusta.
Mor el pare de Besnik. Va establir en el seu testament que qui tingués cura de Besnik obtindria la granja. Aquest hauria de ser Alban, el germà cristià. L'Alban vol allunyar la seva germana de la granja. Quan Besnik s'assabenta d'això, pren acció activa. Obliga l'Alban a permetre que ell i la seva germana es cuidin d'ell i, per tant, ambdues famílies aconsegueixen la finca. Així doncs, la finca és compartida entre ambdues famílies. Però pel que sembla ara només hi ha lloc per a Besnik al graner. L'intent de menjar junts ara fracassa a causa dels diferents rituals religiosos. Això porta ara a la divisió de la taula comuna.
Besnik ara està més amb les seves cabres perquè li costa quedar-se a la casa. Li pregunta a l'imam per què tothom estima el seu Déu però la gent s'odia. Però com a senyal d'esperança, la seva neboda, la filla de la germana islàmica, es manté en contacte amb ell i li porta menjar. Junts recorden les cançons infantils de la seva mare i àvia catòlica.
Al final de la pel·lícula, és una pràctica habitual que els catòlics i els musulmans comparteixin la mesquita, encara que l'imam ho trobi difícil. La imatge final: el pastor Besnik ve amb el seu ramat directament cap al públic del cinema.

## Repartiment
- Arben Bajraktaraj: Besnik
- Esela Pysqyli: Vilma
- Irena Cahani: Fitore
- Bruno Shllaku: Fadil
- Osman Ahmeti: Alban
- Muzbaidin Qamili: Imam
- Helga Boshnjaku: Hajrie
- Suela Bako: Lirie
- Rubin Boshnjaku: Kosta
- Jeton Demiraj: Abi
- Melisa Valbona: Vasiliki
- Klara Lamthi: Selma
- Eglantina Cenomeri: Era
- Arjola Demiri: Doctor
- Federik Ristani: Muhamet
- Abdullah Xhikoka: Gjon
- Arben Spahija: Priester

## Producció
Robert Budina va fundar la companyia de cinema albanesa ERAFILM Production Company juntament amb Sabina Kodra el 2001. La pel·lícula va ser produïda en coproducció amb la companyia cinematogràfica romanesa Digital Cube i amb el suport de la Televisió Albanesa (Centre Nacional de Cinematografia d'Albanès - RTSH).

## Recepció
Britta Schmeis a la crítica de la pel·lícula de l'EPD escriu: “Budina no explica gaire. ... Budina ha observat en Besnik, que sempre es manté a distància. ... El cineasta toca molts temes, no sols el conflicte entre religions i la qüestió de la tolerància i la fràgil cohesió de les comunitats. També permet que la vida rural senzilla es trobi amb la modernitat. ... I, tanmateix, aquesta pel·lícula val la pena veure, ja que és una petició de tolerància explicada amb imatges agradablement tranquil·les i plenes de poesia.“
Oliver Armknecht a Filmrezensionen.de escriu: "Per què esteu discutint tots? – El director i guionista albanès Robert Budina no dóna resposta a això. Ni revela si Besnik realment té una relació especial amb Déu, ni si aquest Déu existeix. Streha mes reve parla sovint de religió i de les diferents religions, però no pren posició. La pel·lícula queda fora de l'argument, que és correcte. És més important abordar la disputa com a tal i treballar per posar-hi fi."
Heidi Strobel escriu la crítica de la pel·lícula a Filmdienst: “L'aparença de Besnik, en canvi, representa la tolerància religiosa viscuda. Amb la seva idea de la misericòrdia de Déu, no sols encarna una direcció liberal de l'Islam, sinó que al mateix temps recorda a figures centrals del cristianisme. Es refereix a la imatge de Crist com a bon pastor. … No obstant això, allà on les discussions i les discòrdies fan furor, també creix l'anhel d'amor. Així es desenvolupa una tendra història d'amor entre la restauradora Vilma i el cabrer Besnik. Les ànimes bessones s'acosten l'una a l'altra parlant de les seves vides i de l'art. Perquè la veritat, la bellesa i la misericòrdia són valors que creen connexions entre les persones."